# UTC−03:30

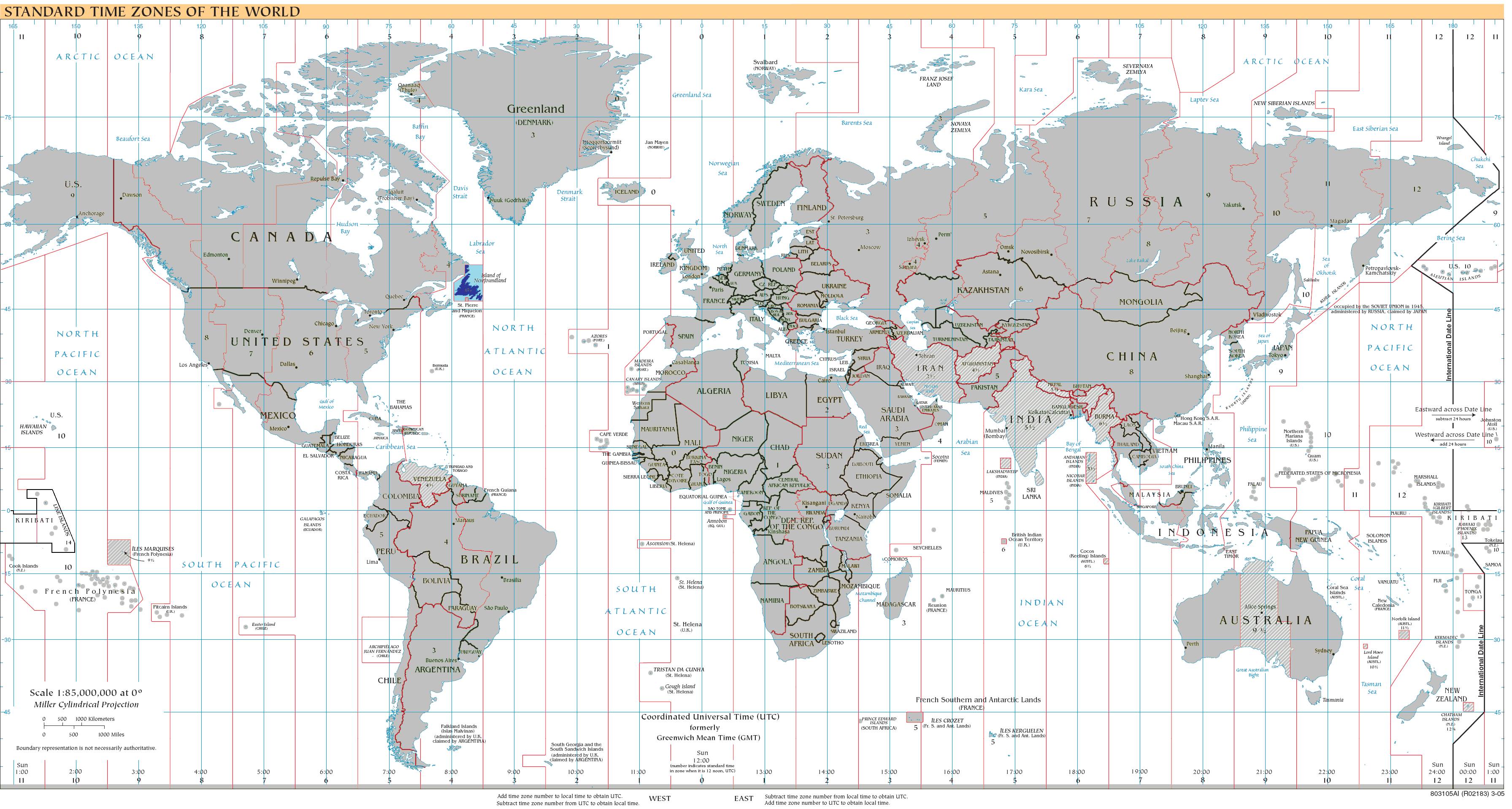
území, kde čas UTC-03:30 platí celoročně
území, kde čas UTC-03:30 platí sezónně v zimním období
území, kde čas UTC-03:30 platí sezónně v letním období
území, kde čas UT-03:30 neplatí
mořské plochy spadající do pásma UTC-03:30
mořské plochy nespadající do pásma UTC-03:30
Poznámka: Stav k roku 2008

UTC−03:30 je zkratka a identifikátor časového posunu o -3½ hodiny oproti koordinovanému světovému času. Tato zkratka je všeobecně užívána.
Výjimečně lze nalézt zkratku P*.
Zkratka se často chápe ve významu časového pásma s tímto časovým posunem. Tento čas je neobvyklý a jeho odpovídajícím řídícím poledníkem je 52°30′ západní délky, čemuž odpovídá teoretický rozsah pásma mezi 45° a 60° západní délky.

## Jiná pojmenování
| zkratka | česky | anglicky                   | poznámka                  | odkaz |
| NST     | -     | Newfoundland Standard Time | viz časová pásma v Kanadě | [ 3 ] |

## Úředně stanovený čas
Čas UTC−03:30 je používán na následujících územích.

### Sezónně platný čas
- Kanada — standardní čas[p 7] platný[p 8] na části území (Newfoundland a Labrador).

## Neoficiální čas
Místo tohoto času se na větší části poloostrova Labrador patřící provincii Newfoundland a Labrador užívá čas UTC−04:00.